# Аффинг
Аффинг (нем. Affing) — община и пфаррдорф в Германии, в Республике Бавария.
Община расположена в правительственном округе Швабия в районе Айхах-Фридберг.
По данным на 31 декабря 2015 года:
- территория — 4481,64 га;[4]
- население  — 5359 чел.;[5]
- плотность населения — 119,58 чел./км2;
- землеобеспеченность с учётом внутренних вод — 8362,83 м2/чел.

## Население
По оценке на 31 декабря 2015 года население общины Аффинг составляет 5359 чел. 

| Дата      | 1840 | 1871 | 1900 | 1925 | 1939 | 1950 | 1961 | 1970 | 1987 | 2011 |
| --------- | ---- | ---- | ---- | ---- | ---- | ---- | ---- | ---- | ---- | ---- |
| Население | 1604 | 1567 | 1545 | 1797 | 1791 | 2858 | 3045 | 3559 | 4140 | 5234 |

| Год       | 1960 | 1970 | 1980 | 1990 | 2000 | 2009 | 2010 | 2011 | 2012 | 2013 | 2014 | 2015 |
| --------- | ---- | ---- | ---- | ---- | ---- | ---- | ---- | ---- | ---- | ---- | ---- | ---- |
| Население | 2976 | 3547 | 3835 | 4353 | 5024 | 5300 | 5277 | 5262 | 5242 | 5300 | 5353 | 5359 |

## Символы
Символами общины являются герб и логотип. Герб общины учреждён в 1954 году на основании решения муниципального совета и утверждён Министерством внутренних дел (постановление от 18 декабря 1954 года).

### Герб (история)
В Аффинге в XII—XIII в. появляется одноимённая местная знать. Когда семья вымерла, замок и власть над ним часто переходили из рук в руки. Бароны Гравенройт (нем. Gravenreuth), семья из верхнефранконского Ураделя, приобрели в 1816 году у графа Максимилиана Антона фон Лейдена замок и родовую юрисдикцию. В боковых алтарях приходской церкви располагаются гербы этих двух благородных семейств. Община выбрала, с согласия семьи, для своей эмблемы герб благородного семейства Гравенройтов.

### Герб и логотип общины
Описание герба гласит: «На голубом фоне серебряный единорог, растущий из серебряного камня». Герб с его выдающимся символизмом представляет собой важные суверенные дела. Логотип представляет современную сервисную идею общины.

## Города-побратимы
- Лобез (1997,  Польша)[14][15]

## Фотогалерея

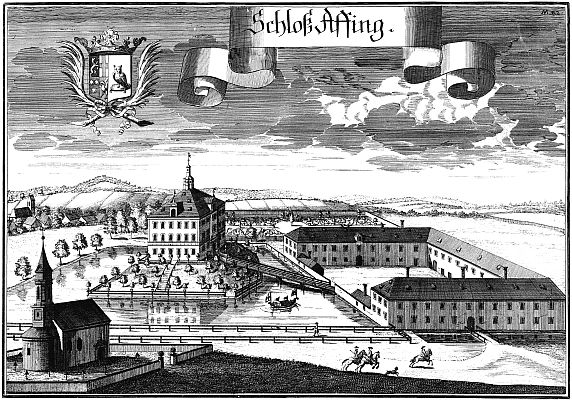
Замок Аффинг
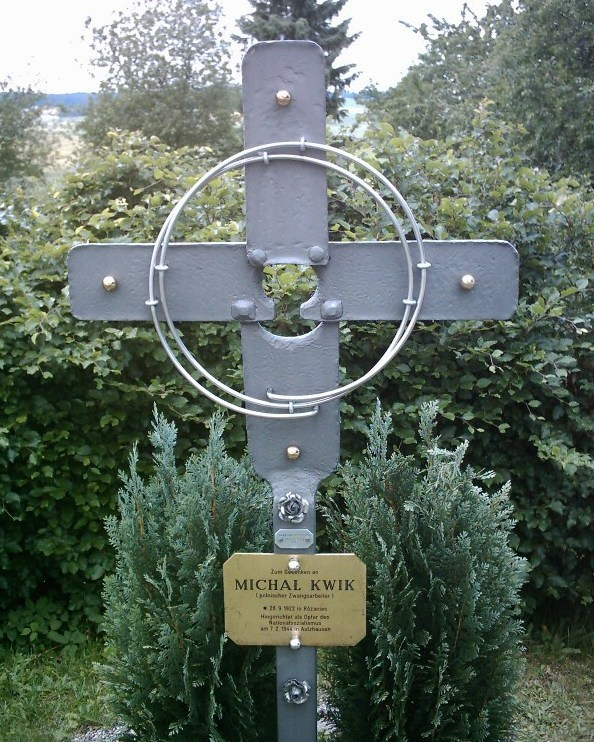
Крест примирения (Аульцхаузен)
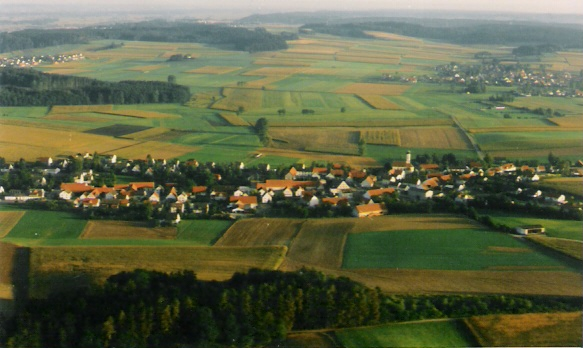
Аульцхаузен
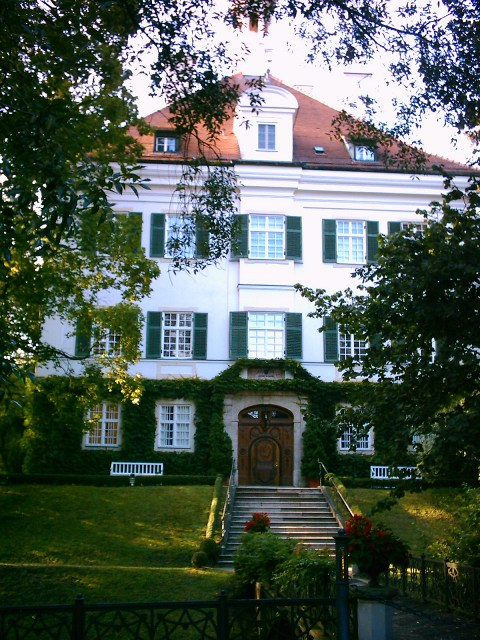
Замок Аффинг
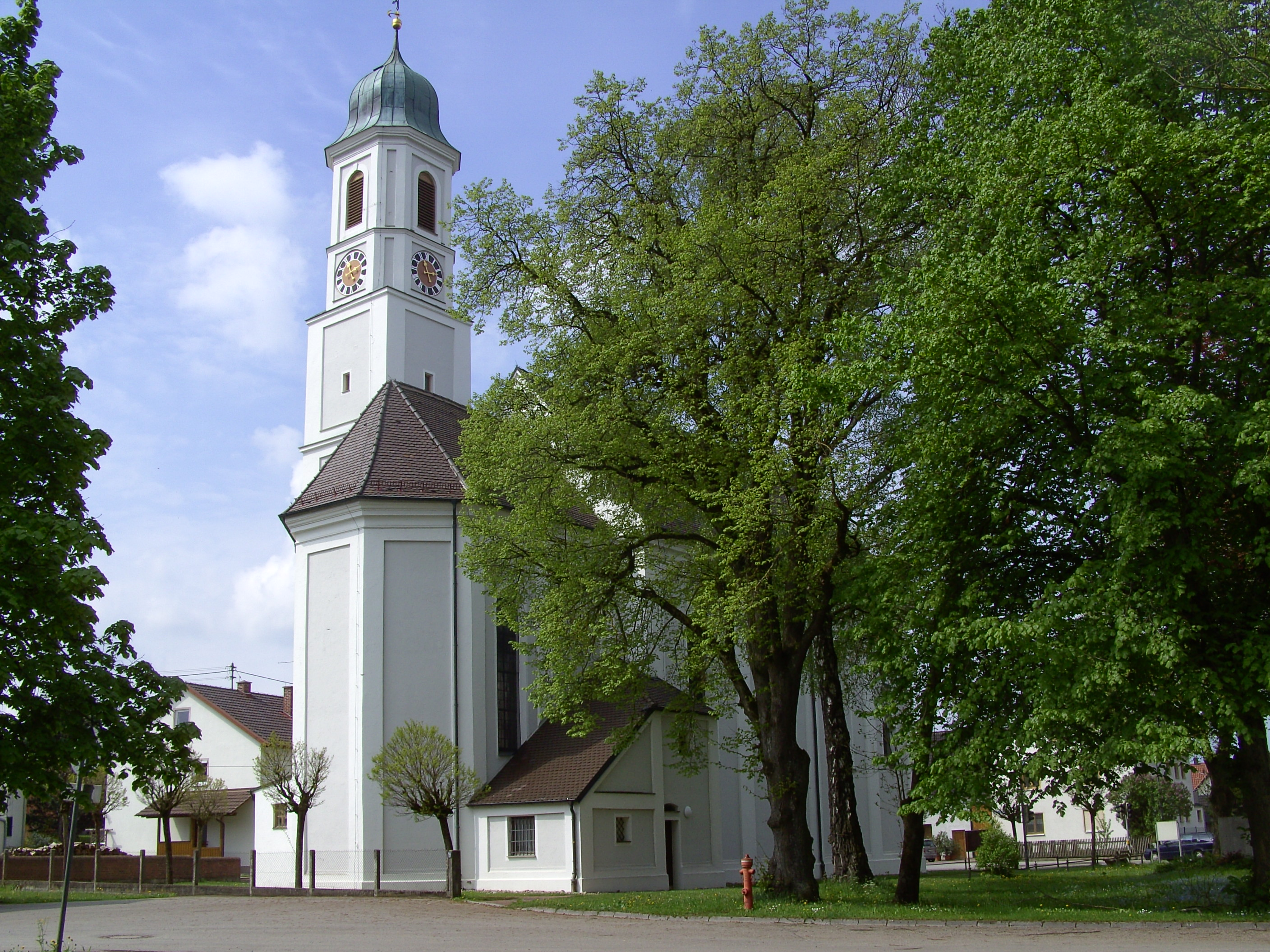
Аффинг (кирха)
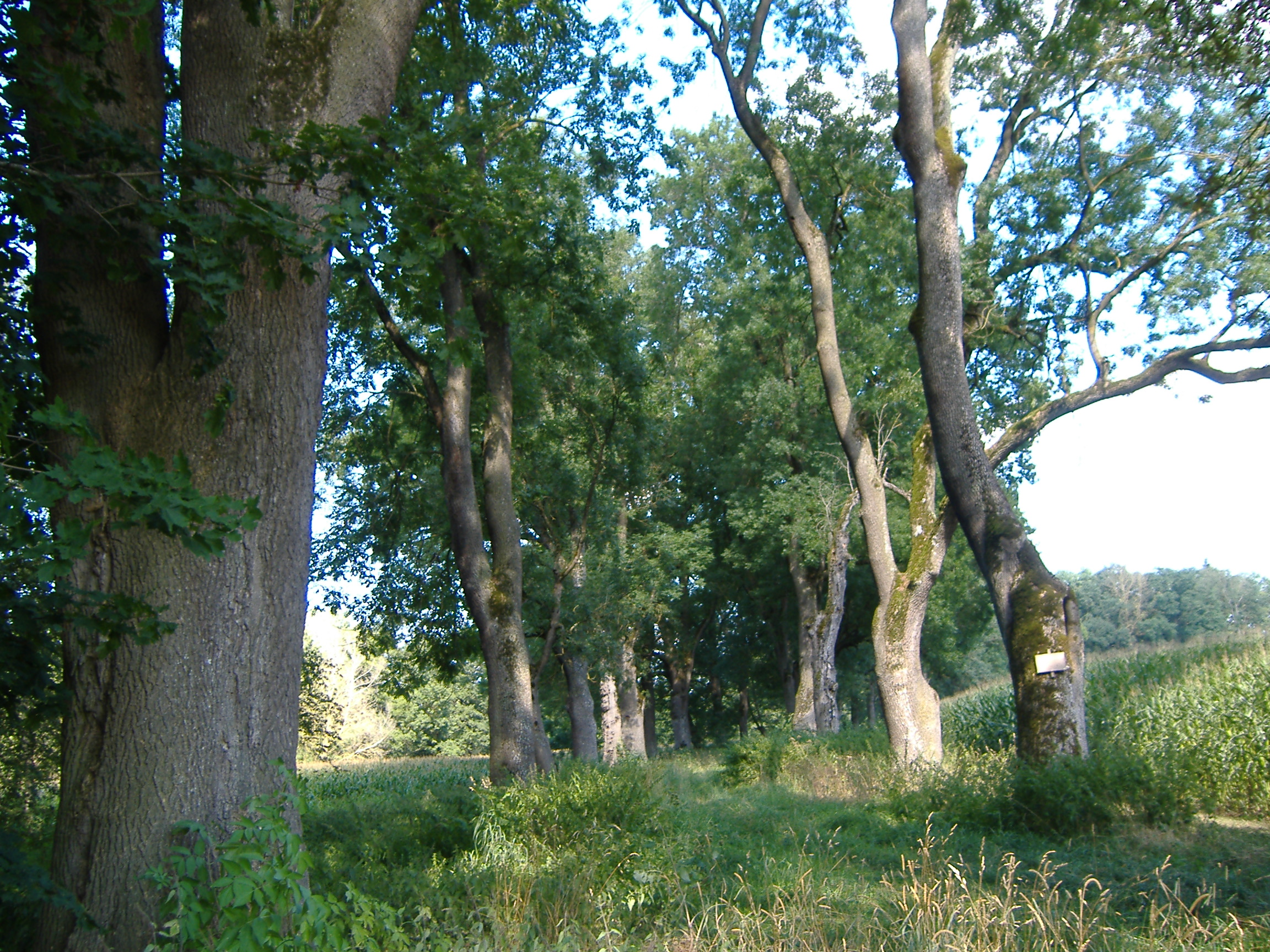
Аллея в Аффинге